# Helsingfors konservatorium
Helsingfors konservatorium var 1924–1939 namn på nuvarande Konstuniversitetets Sibelius-Akademi.
Helsingfors konservatorium är ett musikkonservatorium i Helsingfors.
Helsingfors konservatorium grundades 1922 under namnet Helsingfors folkkonservatorium av Helsingfors finska arbetarinstitut, Arbetarnas bildningsförbund, Kansanvalistusseura och Alfred Kordelin-stiftelsen. Undervisningen bedrevs i Elantos lokaler på Broholmen. År 1926 fördes verksamheten vidare av Sivistysjärjestöjen kansankonservatorion säätiö, vars uppgift var att ge musikundervisning åt mindre bemedlade. Åren 1960–1999 var konservatoriet inrymt i en lokal vid Fredriksgatan 34. År 1971 antogs det nuvarande namnet; inrättningen upprätthålls av Helsingin konservatorion säätiö. 
Vid Helsingfors konservatorium ges numera en mångsidig utbildning med examina enligt de för yrkesutbildning fastställda kraven. Ett nytt hus invigdes 1999 invid Gräsviken (arkitekt Stefan Ahlman). Förutom 85 klass- och övningsrum av varierande storlek finns där en konsertsal med 520 sittplatser samt en kammarmusiksal.